# Nullosetigera integer
Nullosetigera integer är en kräftdjursart som först beskrevs av Esterly 1911.  Nullosetigera integer ingår i släktet Nullosetigera och familjen Nullosetigeridae. Inga underarter finns listade i Catalogue of Life.